# Roger Bushell
Roger Joyce Bushell (30 tháng 8 năm 1910 - 29 tháng 3 năm 1944) là một phi công quân sự người Anh gốc Nam Phi. Ông được biết đến với tư cách là chủ mưu của vụ  "Great Escape" (Cuộc trốn thoát vĩ đại) khỏi Stalag Luft III vào năm 1944. Tuy nhiên ông cũng là một trong những người kém may mắn bị bắt lại và sau đó bị sát hại bởi Gestapo.

## Đầu đời
Roger Bushell sinh ra ở Spring, Transvaal, Nam Phi vào ngày 30 tháng 8 năm 1910, cha mẹ của ông là Benjamin Daniel và Dorothy Wingate Bushell (nhũ danh White) và họ đều là người Anh. Cha của ông là một kỹ sư khai thác mỏ, sau nhiều năm làm việc, ông (cha của Roger) đã di cư đến Anh và ông đã sử dụng tài sản của mình để đảm bảo rằng Roger sẽ có được một nền giáo dục hạng nhất. Roger học ở Johannesburg, năm 14 tuổi Bushell vào trường Cao đẳng Wellington ở Berkshire, Anh. Năm 1929, Bushell đến Pembroke College, Cambridge để học luật.
Ông có sở thích theo đuổi những thứ phi học thuật. Ngay từ khi còn nhỏ Bushell đã thể hiện mình là một cầu thủ xuất sắc trong môn bóng rugby, cricket và trượt băng. Ông tham gia các cuộc đua từ năm 1930 đến năm 1932 cho Cambridge,  và được làm đội trưởng của đội vào năm 1931.

### Trượt tuyết
Một trong những niềm đam mê và tài năng của Bushell là trượt tuyết.Vào đầu những năm 1930, ông đoạt danh hiệu tay đua người Anh nhanh nhất trong hạng mục trượt tuyết nam xuống dốc. Sau chiến tranh, người ta đã tổ chức một cuộc đua mang tên ông ở St. Moritz, Thụy Sĩ để tưởng nhớ những nỗ lực của ông đã đóng góp cho việc tổ chức các cuộc họp trượt tuyết Thụy Sĩ - Anh. Ông cũng đã giành chiến thắng trong sự kiện slalom của cuộc đua trượt tuyết tại Oxford - Cambridge hàng năm vào năm 1931.
Tại một sự kiện ở Canada, Bushell đã gặp một tai nạn khiến ván trượt của ông suýt đâm trúng mắt trái và nó khiến ông bị một vết thương ở góc mắt . Mặc dù ông đã bình phục sau tai nạn này, nhưng ông bị sụp mí sẫm ở mắt trái do sẹo của vết khâu của ông.
Bushell thông thạo tiếng Pháp và tiếng Đức, ông có một giọng nói tốt và điều này trở nên vô cùng hữu ích trong thời gian ông làm tù nhân chiến tranh.

## Sự nghiệp

### Sự nghiệp phụ trợ và pháp lý RAF
Ngoài các triển vọng và đam mê về lĩnh vực thể thao thì một trong những điều Bushell mong muốn nhất từ khi còn nhỏ đó là được bay. Năm 1932, ông gia nhập Lực lượng Không quân Phụ trợ Phi đội số 601 (AAF) thường được gọi là "The Millionaires Mob" (Đám đông triệu phú) vì số lượng thanh niên giàu có trả tiền chỉ để học cách bay trong những ngày huấn luyện (thường là vào cuối tuần). Ông được bổ nhiệm sĩ quan (Thiếu úy) từ ngày 10 tháng 8 năm 1932 và thăng cấp Trung úy không quân (Flight officer) vào ngày 10 tháng 2 năm 1934. Ông được thăng lên cấp Đại úy không quân (Flight lieutenant) vào ngày 20 tháng 7 năm 1936.
Mặc dù Bushell đang theo đuổi sự nghiệp của RAF nhưng ông vẫn nỗ lực trở thành luật sư của Law of Lincolns Inn, London. Ngay từ khi bắt đầu sự nghiệp luật sư của ông, ông đã được nhiều người nhận xét rằng ông là một luật sư rất xuất sắc và đặc biệt là trong lĩnh vực bào chữa hình sự. Sau một thời gian, Bushell được bổ nhiệm vào các vụ án quân sự để truy tố các nhân viên RAF bị buộc tội với nhiều tội danh khác nhau. Những điều này thường liên quan đến các phi công bị buộc tội vì sử dụng máy bay một cách nguy hiểm. Vào tháng 10 năm 1939, với tư cách là trợ lý cho Patrick Hastings, ông đã bảo vệ thành công hai phi công của RAF là John Freeborn và Paddy Byrne. Họ bị tòa án đưa ra xét xử sau vụ bắn nhầm quân được gọi là Trận Barking Creek. Byrne sau đó bị giam giữ cùng với Bushell tại Stalag Luft III.

### Sự nghiệp quân sự chính quy
Bushell được trao quyền chỉ huy Phi đội 92 vào tháng 10 năm 1939. Sau đó ông được thăng cấp Thiếu tá không quân (Squadron leader), được công nhận vào ngày 1 tháng 1 năm 1940. Trong trận chiến đầu tiên của phi đội bay với máy bay địch vào ngày 23 tháng 5 năm 1940, khi ông đang tuần tra gần Calais để hỗ trợ cho cuộc di tản Dunkirk, ông được cho là đã bắn hỏng hai máy bay chiến đấu Messerschmitt Bf 110 của ZG 26 trước khi bị bắn hạ, có thể là bị bắn bởi chỉ huy quân sự Oberleutnant Günther Specht. Ông đã hạ cánh máy bay Spitfire của mình xuống khu đất do Đức chiếm đóng và ngay sau đó ông bị bắt trước khi có cơ hội lẩn trốn.
Bushell trở thành tù nhân chiến tranh và bị đưa đến trại trung chuyển Dulag Luft gần Frankfurt cùng với những phi hành đoàn bị bắt khác.

## Tù nhân chiến tranh

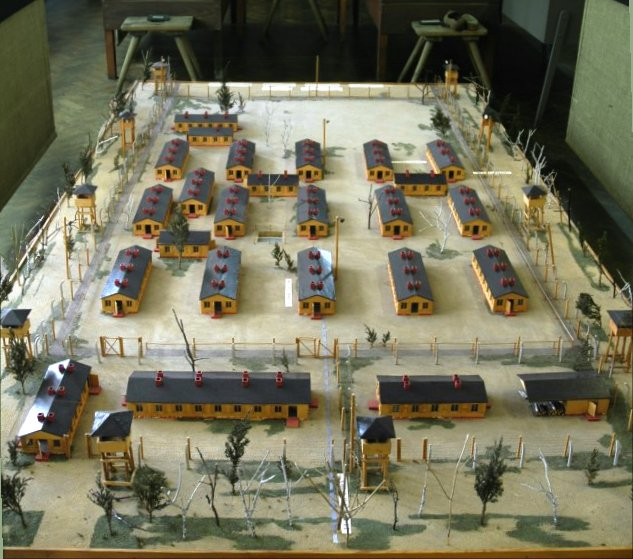
Mô hình mô phỏng Stalag Luft III.

Khi đến Stalag Luft III, ông được đưa vào biên chế thường trực của Anh dưới quyền của sĩ quan cao cấp Anh là Trung tá không quân (Wing Commander) Harry Day. Nhiệm vụ của nhân viên thường trực là giúp phi hành đoàn Đồng minh mới bị bắt để thích nghi cuộc sống với vai trò tù nhân chiến tranh.
Vượt ngục, vốn được coi là nhiệm vụ quan trọng của tất cả các tù nhân chiến tranh ở cấp bậc sĩ quan, không bao giờ xa rời tâm trí của ông và may mắn thay, ông đã có mối quan hệ tốt với Day và phi công Jimmy Buckley của Hạm đội. Day đặt Buckley phụ trách các hoạt động vượt ngục, với Bushell là cấp phó của anh ta. Ba người họ đã thành lập ủy ban vượt ngục chịu trách nhiệm cho tất cả các nỗ lực trốn thoát.

### Lần vượt ngục đầu tiên
Các nhân viên thường trực của trại đã bắt đầu đào một số đường hầm thoát hiểm, một trong số đó được hoàn thành vào tháng 5 năm 1941. Bushell được mọi người cho một chỗ trong đường hầm nhưng ông lại chọn trốn thoát cùng ngày với vụ phá đường hầm bằng cách cắt qua dây kẽm bao quanh một công viên nhỏ trong khu cắm trại. Việc ông quyết định không sử dụng đường hầm là để cho phép mình được thoát sớm hơn, do đó giúp ông có thể bắt được một chuyến tàu.
Ngày diễn ra chính xác của cuộc vượt ngục không được biết đến nhưng hầu hết mọi người được cho là xảy ra vào tháng 6 năm 1941. Bushell trốn trong chuồng dê ở khu trại và ngay khi trời đủ tối, ông bò đến chỗ dây kẽm và trốn thoát.
Bushell bị bắt lại ở biên giới Thụy Sĩ, ông bị bắt bởi một lính biên phòng Đức, lúc đó ông chỉ còn cách sự tự do vài trăm thước. Ông được đối xử tử tế và trở về Dulag Luft trước khi được chuyển đến Stalag Luft I cùng với tất cả 17 người khác đã trốn thoát trong đường hầm (bao gồm cả Day và Buckley).
Bushell ở Stalag Luft I chỉ một thời gian ngắn trước khi được chuyển đến Oflag X-C tại Lübeck. Tại trại này, ông tham gia xây dựng một đường hầm khác nhưng việc này bị bỏ dở khi trại được sơ tán.

### Lần vượt ngục thứ hai
Tất cả các tù binh sĩ quan của Anh cùng với Khối thịnh vượng chung đã được đưa ra khỏi trại giam vào ngày 8 tháng 10 năm 1941 và ngay sau đó đã bị giải đến Oflag VI-B tại Warburg.
Trong đêm ngày mùng 8 và rạng sáng ngày mùng 9 tháng 10 năm 1941, đoàn tàu đã dừng chân nghỉ ngơi trong khoảng một thời gian ngắn tại Hannover - nơi mà Bushell cùng Sĩ quan Phi công Tiệp Khắc Jaroslav Zafouk đã nhảy khỏi tàu và trốn thoát ngay tại thời điểm đó. May mắn là họ đã không bị lính canh Đức phát hiện. Trước đó, cũng trong chuyến này, đã có 6 sĩ quan lựa chọn trốn thoát bằng cách nhảy khỏi tàu khi nó đang di chuyển chậm nhưng không may đã có một người ngay lập tức bị bắt lại, ngoài ra thậm chí có một sĩ quan đã thiệt mạng khi bị ngã dưới bánh xe.
Bushell và Zafouk tiến hành kế hoạch lên đường tới Praha ở Tiệp Khắc, nơi đây đang bị chiếm đóng. Bằng cách sử dụng liên lạc của Zafouk, họ đã liên lạc được với gia đình Zeithammel: Otto, con trai ông là Otokar, và con gái ông là Blazena, họ là những người hoạt động trong phong trào bí mật của Praha. Hai phi công đã ở lại với gia đình Zeithammel tại căn hộ ở khu vực Smichov của thành phố. Trong lúc đó, gia đình này đang cố gắng thu xếp và lên kế hoạch cho chuyến hành trình tiếp theo. Bushell và Zafouk đã ở với gia đình trong vòng hơn bảy tháng, trong khoảng thời gian đó Bushell và Blazena đã phát sinh tình cảm với nhau. Vào khoảng giữa tháng 5 năm 1942, các sĩ quan RAF đã bị phản bội bởi một cựu quân nhân Séc tên là Miroslav Kraus - người yêu cũ của Blazena vài năm trước đó và hiện hắn đang làm công việc cung cấp thông tin cho Gestapo. Hai sĩ quan RAF đã bị bắt vào ngày 19 tháng 5 và bị thẩm vấn tại trụ sở Gestapo - một tòa nhà được mệnh danh là Cung điện Petschek. Bushell sau đó đã được đưa đến Stalag Luft III tại Sagan trong khi Zafouk vẫn tiếp tục bị giam giữ tại Praha.
Sau vụ ám sát Reinhard Heydrich, người đứng đầu lực lượng SS ở Bohemia và Moravia, vào ngày 27 tháng 5 tại Praha, Bushell đã bị đưa từ phòng giam tại Stalag Luft III đến phòng giam ở Berlin để thẩm vấn và truy xét thêm bởi Gestapo - người có nghi ngờ ông liên quan đến vụ việc giết Heydrich trước đó. Ông đã được đưa về lại Sagan vào tháng 10 nhưng kèm theo lời nhắn rằng "ông sẽ bị sát hại nếu rơi vào tay Gestapo một lần nữa". Cùng lúc đó, Zafouk cũng bị thẩm vấn thêm ở Praha và cuối cùng được gửi đến Oflag IV-C tại Colditz. Gia đình Zeithammel cùng với một số thành viên phong trào chống đối ở Séc đã bị bắn chết ngày 30 tháng 6.
Tại Stalag Luft III, bằng sự thông minh sắc bén của mình, Bushell đã giành được quyền kiểm soát tổ chức đang có mục tiêu trốn thoát từ tay Jimmy Buckley - người đang được chuyển đến một trại khác ở Ba Lan. Jimmy Buckley còn được biết đến với cái tên khác là "Big X". Không ai khác, anh ta chính là kẻ chủ mưu của kế hoạch xây dựng ba đường hầm lớn: Tom, Dick và Harry, cũng như chỉ đạo việc sản xuất và tích trữ các tài liệu về cách vượt ngục, đưa ra các tầng an ninh cũng như thu thập thông tin tình báo quân sự, sau đó gom lại để gửi đến London bằng những bức thư đã được mã hóa một cách cẩn thận. Lòng căm thù lại một lần nữa được khơi dậy ngay sau khi Bushell phải chứng kiến sự khủng bố và đau khổ do Đức Quốc xã gây ra ở Praha cũng như từng đã đích thân chịu sự tra tấn của Gespato. Ông quyết tâm tiến hành chiến lược đấu tranh từ trong trại giam và lên kế hoạch tấn công lại quân Đức. Trong sự kiện được nhiều người biết đến với cái tên "Great Escape", ông đã lên kế hoạch phá vỡ phong trào chiến tranh của Đức Quốc xã bằng cách đưa 250 người ra ngoài trong một đêm.

### Cuộc vượt ngục vĩ đại
Vào mùa xuân năm 1943, Bushell lên kế hoạch cho một cuộc đào tẩu lớn khỏi trại. Bị giam giữ tại khu nhà phía bắc, nơi các phi công Anh đang ở, Bushell với tư cách là chỉ huy của ủy ban vượt ngục đã chuyển nỗ lực vượt ngục thành việc thăm dò các điểm yếu và tìm kiếm cơ hội. Dựa vào kinh nghiệm pháp lý để đưa ra kế hoạch của mình, Bushell đã triệu tập một cuộc họp của ủy ban vượt ngục trong trại và không chỉ gây sốc cho những người có mặt với phạm vi của nó, mà còn truyền vào mỗi người đàn ông một niềm đam mê và quyết tâm dồn hết sức lực cho cuộc vượt ngục. Ông nói rằng:
Tất cả mọi người ở đây trong căn phòng này đang sống trong thời gian vay mượn. Đúng ra,  tất cả chúng ta nên chết! Lý do duy nhất mà Chúa cho phép chúng ta có thêm thời gian để sống này là để chúng ta có thể biến cuộc sống thành địa ngục đối với người Hun ... Ở North Compound, chúng ta đang tập trung nỗ lực để hoàn thành và trốn thoát qua một đường hầm chính. Không có đường hầm doanh nghiệp tư nhân nào được phép. Ba đường hầm sâu khốn kiếp sẽ được đào - Tom, Dick và Harry. Một trong ba cái sẽ thành công!

Việc đào đồng thời các các đường hầm là một lợi thế nếu muốn bất kỳ một đường hầm nào trong số chúng bị quân Đức phát hiện bởi vì lính canh khó có thể tưởng tượng rằng có đến hai đường hầm khác đang được tiến hành. Khía cạnh táo bạo nhất của kế hoạch không chỉ là quy mô của việc xây dựng mà còn là số lượng người mà Bushell dự định sẽ cho họ đi qua những đường hầm này. Những nỗ lực đào thoát trước đây thường chỉ có thể đưa được vài chục người trốn thoát, nhưng Bushell đã đưa ra đề xuất đưa hơn 200 người ra ngoài, tất cả đều mặc quần áo dân sự và sở hữu đầy đủ các loại giấy tờ giả mạo và thiết bị thoát hiểm. Đó là một nỗ lực chưa từng có và sẽ đòi hỏi một tổ chức phải toàn diện. Là chủ mưu của "Cuộc tẩu thoát vĩ đại", Bushell được thừa hưởng mật danh là "Big X". Đường hầm "Tom" bắt đầu từ một góc tối của hành lang ở một trong những tòa nhà. Lối vào của "Harry" được giấu dưới một cái lò. Lối vào "Dick" có một lối vào được giấu trong một bể chứa thoát nước. Hơn 600 tù nhân đã tham gia vào quá trình xây dựng nên "công trình" của họ.

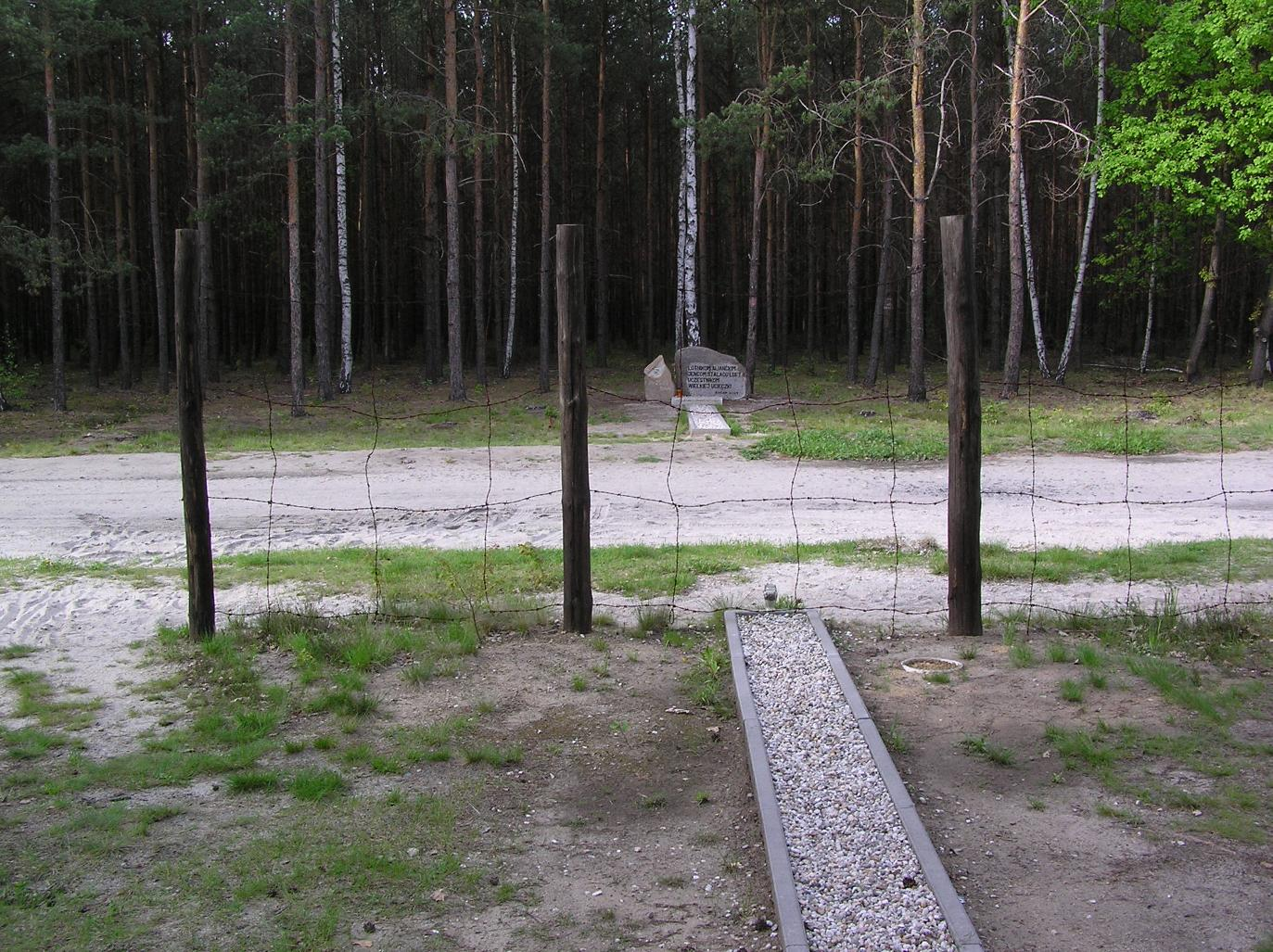
Đoạn cuối đường hầm "Harry" cho thấy lối ra gần hàng rào trại như thế nào

Đường hầm "Tom" bị phát hiện vào tháng 8 năm 1943 khi gần hoàn thành. Bushell cũng tổ chức một cuộc đào thoát hàng loạt khác xảy ra vào ngày 12 tháng 6 năm 1943. Cuộc đào thoát này được gọi là "Delousing Break" (Cuộc đào thoát rửa rận) khi 26 sĩ quan trốn thoát bằng cách rời khỏi trại dưới sự hộ tống của hai lính canh giả (tù binh cải trang thành lính canh), đưa họ đi tắm rửa để diệt rận chấy tại khu phức hợp lân cận. Tất cả trừ hai người sau đó đã bị bắt và trở về trại, hai sĩ quan còn lại bị đưa đến Oflag IV-C tại Colditz vì đã cố gắng đánh cắp một chiếc máy bay.
Sau khi phát hiện ra đường hầm "Tom", việc xây dựng trên "Harry" đã bị tạm dừng nhưng nó lại tiếp tục vào tháng 1 năm 1944. Vào tối ngày 24 tháng 3, sau nhiều tháng chuẩn bị, 200 sĩ quan chuẩn bị vượt ngục. Nhưng mọi thứ đã không diễn ra như kế hoạch, chỉ có 76 người thoát ra được khỏi trại.
Roger và cộng sự của mình là Bernard Scheidhauer, một trong số những người đầu tiên rời đường hầm, đã lên tàu thành công tại ga đường sắt Sagan. Họ bị bắt vào ngày hôm sau tại ga xe lửa Saarbrücken trong khi đang chờ chuyến tàu đến Alsace, nơi đã bị Đức sáp nhập từ Pháp vào năm 1871 nhưng sau đó đã được trao trả cho Pháp sau Thế chiến thứ nhất.
Vào ngày 29 tháng 3, với lý do được đưa trở lại trại nhà tù, chiếc xe chở Bushell và Scheidhauer đã dừng lại để nghỉ ngơi bên lề đường autobahn gần Ramstein, Đức (ngay bên ngoài Căn cứ không quân Ramstein ngày nay). Chính trong lần dừng chân này, họ đã bị sát hại bởi các thành viên của Gestapo bao gồm cả Emil Schulz và  những người khác được giúp đỡ. Điều này đã vi phạm Công ước Geneva và do đó đã cấu thành tội ác chiến tranh. Các thủ phạm sau đó đã bị quân Đồng minh xét xử và xử tử. Năm mươi trong số 76 người trốn thoát thành công đã bị giết trong vụ giết người Stalag Luft III theo lệnh cá nhân của Adolf Hitler.

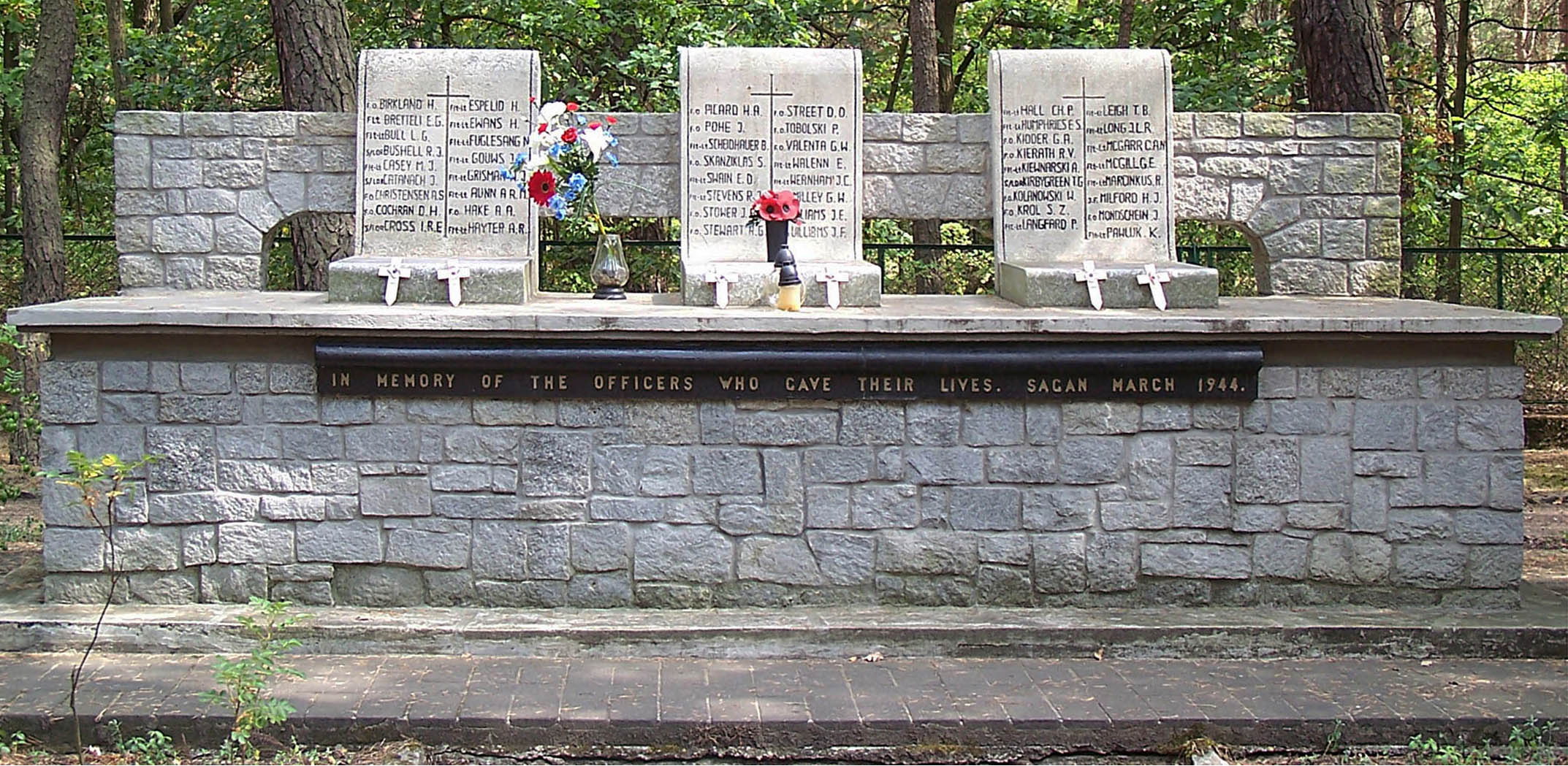
Đài tưởng niệm "The Fifty" gần Żagań, Bushell R.J. trên cột bên trái.

Roger Bushell được chôn cất tại Nghĩa trang Nhà tù Cổ Poznan (mộ tập thể 9. A.) ở Poznań, Ba Lan.

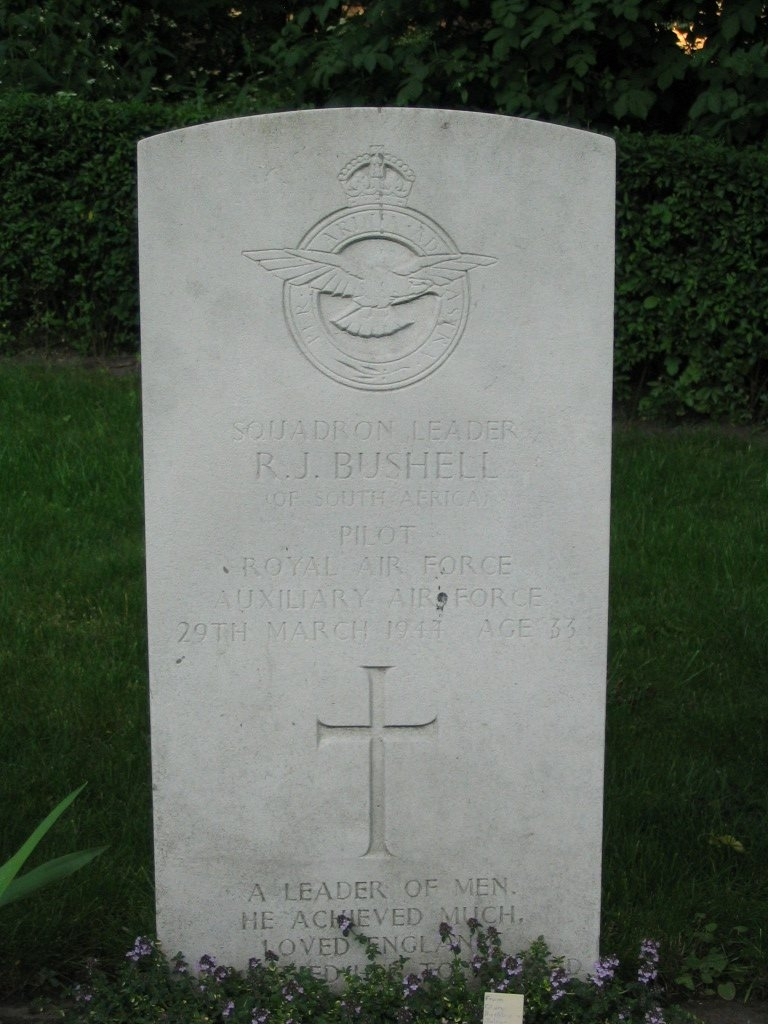
Bia mộ của R.J.Bushell ở Poznań, Ba Lan

Các hành động của Bushell trong lúc làm tù binh được báo cáo vào ngày 8 tháng 6 năm 1944. Giải thưởng này được ghi trên tờ London Gazette ngày 13 tháng 6 năm 1946.

## Đài tưởng niệm
Có một con đường - Bushell Green thuộc thành phố London được đặt tên theo tên của ông, một trong số các con phố trong khu vực có tên theo tên của các phi công trong Không chiến tại Anh.
Ngoài ra, tên của ông cũng được xuất hiện trên các đài tưởng niệm chiến tranh tại Hermanus, Nam Phi, nơi mà cha mẹ của ông đã dành những năm tháng cuối đời của mình và đó cũng là nơi họ được chôn cất. Vào năm 2017, một đài tưởng niệm đã được xây dựng gần với vị trí ông bị giết, bên ngoài căn cứ không quân Ramstein ngày nay.

Vào năm 1934, Bushell đã đem lòng yêu cô gái tên Georgiana Curzon nhưng cha của cô gái đã ép buộc cô vào một cuộc hôn nhân không hạnh phúc với một người khác. Nhiều năm sau cái chết của Bushelll, Curzon đã đặt một quảng cáo "Tưởng nhớ" trên tờ báo The Times của London vào đúng ngày sinh nhật của ông với nội dung của bài báo là "tình yêu là bất tử, Georgie". Những câu từ tương tự đã được đề cập đến trong một bài báo khác trên The Times vào năm 2013 bởi Simon Pearson về những người tình của Bushell. Pearson viết rằng một vài năm trước đây, trong khi ông làm việc tại The Times, ông đã:
. . . [thấy được] một thông báo tưởng niệm trong kho lưu trữ, nó đã kỉ niệm ngày ra đời của Roger Bushell cũng như cuộc đời của ông. Nó đã trích dẫn  lời của Rupert Brooke: "Anh để lại một nền vinh quang không thể bị phá vỡ, một ánh hào quang rực rỡ, một chiều rộng, một ánh hòa bình tỏa sáng dưới màn đêm.” Nó đã được ký tên "Georgie".

## Di sản
Bushell là hình mẫu để người ta tạo nên nhân vật "Roger Bartlett" trong bộ phim The Great Escape (1963) do nam diễn viên Richard Attenborough thủ vai.
Bushell đã được Ian McShane thể hiện trong bộ phim truyền hình The Great Escape II: The Untold Story (1988).